# Ron Carter
Ron Carter (* 4. května 1937) je americký jazzový kontrabasista a kapelník. Poprvé na sebe upozornil svým působením ve druhém Miles Davis kvintetu, ve kterém hrál spolu s pianistou Herbiem Hancockem, saxofonistou Waynem Shorterem a bubeníkem Tony Williamsem. Když ale Miles Davis začal svou hudbu elektrifikovat, odmítl hrát na baskytaru a z kvintetu odešel. Na basu si zahrál na více než dva a půl tisíci nahrávek, což ho dělá jedním z nejnahrávanějších basistů v historii jazzu. Na řadě nahrávek také vystoupil jako violoncellista. Celý život hraje na kontrabas československé výroby.